# 森丹斯 (新墨西哥州)
森丹斯（英語：Sundance）是位於美國新墨西哥州麥金萊縣的普查規定居民點。

## 人口
根據2020年美國人口普查的數據，森丹斯的面積為9.00平方千米，皆為陸地。當地共有人口760人，而人口密度為每平方千米84.44人。